# Ben van Buel
Bernardus Johannes (Ben) van Buel (Oss, 13 juni 1913 - Beneden-Leeuwen, 13 september 1995) was een Nederlands vakbondsbestuurder en politicus.
Van Buel was de zoon van fabrieksopzichter Henricus Joannes van Buel en zijn vrouw Gertruda van Erp. Na het voltooien van de lagere technische school en het staatsexamen voortgezet hoger en middelbaar onderwijs volgde hij een M.O.-opleiding en studeerde hij enige tijd (zonder examen te doen) politieke en sociale wetenschappen aan de Katholieke Universiteit Nijmegen.
Van 1925 tot 1946 was hij actief als huis- en decoratieschilder, waarna hij lid werd van de Provinciale Staten van Noord-Brabant namens de KVP, bestuurslid van de Katholieke Arbeidersbeweging (belast met o.a. scholing) en personeelschef. Van 1956 tot 1959 en van 1961 tot 1971 was hij namens de KVP lid van de Tweede Kamer der Staten-Generaal. Daar hield hij zich vooral bezig met sociale zaken. Zo sprak hij in 1967 bij de behandeling van het wetsvoorstel Wet op de sociale werkvoorziening. Hij gold als het prototype van de backbencher en speelde in de grote KVP-fractie slechts een bescheiden rol.
Van Buel combineerde zijn Kamerlidmaatschap enige tijd met het raadslidmaatschap en wethouderschap in Oss, vanaf 1966 respectievelijk 1967. Na zijn vertrek uit de Kamer zou hij nog tot 1974 in de gemeentelijke politiek van Oss betrokken blijven. In 1969 werd hij benoemd tot Ridder in de Orde van de Nederlandse Leeuw, en in 1980 tot ereburger van Oss.
Ben van Buel was getrouwd en had elf kinderen: vijf zonen en zes dochters.